# Sinalização ferroviária holandesa
O atual sistema de sinalização ferroviária holandês operado pela ProRail está em vigor desde 1954 na rede da Nederlandse Spoorwegen , a operadora nacional ferroviária da Holanda.  
Foi projetado para ser um dos mais simples da Europa e tem integração completa com oATB, o sistema de sistema de segurança ferroviário usado nos caminhos de ferro mais importantes da Holanda. 
Os comboios holandeses normalmente usam o caminho da direita e os sinais são colocados à direita desse caminho de ferro; em secções também equipadas para circular nos caminhos da esquerda, os sinais são colocados à esquerda.

## Semáforos (sinais luminosos)
Os semáforos são a principal forma de comunicar ao maquinista o estado dos caminhos e a que velocidade o comboio deve andar. Estes são os tipos de sinais:
- Semáforo Principal (hooggeplaatst), pode ser usado em qualquer lugar; tem efeito completo e comunica ao maquinista o eatado imediato da rede;
- Semáforo de Manobras (laaggeplaatst) ou semáforo anão (dwergsein), usado em áreas de Manobras, e só se aplicam se o comboio está a executar manobras. As velocidades não excedem os 40 km/h (não possui display numérico)
- Semáforos Auxiliares ou Sinais Distantes (voorsein) indicam ao maquinista o estado posterior da linha e indicam o próximo Semáforo Principal.

Os aspectos destes semáforos são determinados por cores: Verde, Amarelo e Vermelho.  Como foi feito para ser simples, só há uma cor acesa por vez. 

### Aspectos Livres
|  | - Verde: Proceder normalmente, à velocidade pré-determinada anteriormente. Se for um semáforo de manobras, a velocidade de 40km/h não deve ser excedida. - Verde intermitente: Proceder mas não ultrapassar a velocidade de 40km/h. - Verde intermitente com número: Proceder mas não ultrapassar a velocidade determinada pelo número (velocidade = número × 10) ex: Se o semáforo mostrar 12, então a velocidade máxima é 120km/h. Se mostrar 4, então a velocidade máxima é 40km/h. |

### Aspectos Restrictos
|  | - Amarelo: reduza a velocidade para o máximo de 40 km/h (o próximo sinal pode apresentar aspecto vermelho); - Amarelo com número exibido: reduza a velocidade para 10× o número exibido em km/h. A velocidade deve ser reduzida até à velocidade determinada até ao próximo Semáforo; - Amarelo com número intermitente exibido: reduzir a velocidade (para 10× o dígito exibido em km/h) e manter os travões aplicados se o próximo semáforo exibir um aspecto que indica uma velocidade menor do que a velocidade sinalizada (usada para sinalizar trechos curtos); - Amarelo intermitente: proceder à vista, preparado para parar a qualquer momento. Os caminhos após o semáforo podem estar ocupados. Comum em zonas de manobra. |

### Aspectos Interditos
|  | - Vermelho: parar antes do semáforo. Ultrapassagem é proibida sem autorização exclusiva dos sinalizadores; - Vermelho intermitente: parar antes do semáforo (usado para trechos fora de serviço para obras de engenharia). |

1. ↑  «Railway line capacity consumption of different railway signalling systems under scheduled and disturbed conditions» (PDF). 2013